# Edward Trevelyan
Edward Norman Trevelyan (Los Angeles, 14 de agosto de 1955) é um velejador estadunidense, campeão olímpico. Ele competiu nos Jogos Olímpicos de Verão de 1984 na classe Soling e conquistou a medalha de ouro, ao lado de Robbie Haines e Rod Davis.
No Campeonato Mundial conquistou o título com Davis e Haines em Visby em 1979 e a medalha de prata em Ponce no ano seguinte. Em ambos os anos também conseguiu conquistar o título na Semana de Kiel, e também se sagrou campeão norte-americano em Soling em 1978 e campeão norte-americano em 1979. Após sua vitória olímpica em 1984, ele trabalhou para a North Sails por vários anos e eventualmente se tornou estatístico do Departamento do Censo dos Estados Unidos.